# Čtvrtý den
Čtvrtý den nebo též Žádné další ráno (anglicky „No Morning After“) je humorná / tragikomická apokalyptická sci-fi povídka spisovatele Arthura C. Clarka.
V angličtině vyšla např. ve sbírce s názvem The Nine Billion Names of God.

## Obsah povídky
Mimozemská civilizace z planety Thaar sleduje ze vzdálenosti 500 světelných let Zemi a odhalí, že planetě hrozí nebezpečí. Snaží se pomocí telepatie navázat s pozemšťany spojení, avšak zjišťuje, že tyto mentální schopnosti jsou u lidí nebývale zakrnělé. Nakonec se mimozemským vědcům podaří kontaktovat Williama Crosse – raketového inženýra, jenž se momentálně nachází v opilosti poté, co jej opustila Brenda. Navíc mu generál Potter zatrhl vymýšlet kosmické lodě a nařídil věnovat se řízeným střelám.
William se domnívá, že má halucinaci. Neznámý hlas v jeho hlavě na něj naléhá, aby předal lidem životně důležitou zprávu. Země se nachází v nebezpečí, Slunce se chystá za 74 hodin vybuchnout. Thaařané jsou schopni pozemšťany evakuovat pomocí prostorové zkratky ve vyšší dimenzi, jakýmsi prostorovým tunelem. Demonstrují tunel Billovi – ten tuto teorii zná, což Thaarany mírně překvapí. Znepokojuje je však Billova pasivita. Nejeví zájem informovat své lidské soukmenovce a Thaařané se nemohou dopídit, v čem vězí problém. Cross by v rozpoložení, v jakém se nachází, uvítal zánik Země – Američané by se nemuseli bát Rusů, atomové bomby a vysokých životních nákladů. A především, on se celé roky snažil dělat něco prospěšného pro lidstvo, ale místo toho mu řekli, aby stavěl řízené střely, kterými jedni budou ničit druhé. Když dostanou pozemšťané novou planetu, celý tento kolotoč začne od znovu. Kdepak, nic takového.
Thaařané se pokusí o poslední zoufalý apel, ale William Cross je neoblomný. Prostorový tunel se uzavře a Bill si pomyslí, že té halucinace bylo právě tak dost a usíná. Následující dva dny má kocovinu spojenou s bolestmi hlavy a třetího dne se k němu vrátila Brenda. Čtvrtý den – už nikdy nenastal.

## Česká a slovenská vydání
Česky či slovensky vyšla povídka v následujících sbírkách nebo antologiích:
Pod názvem Čtvrtý den:
- Devět miliard božích jmen (Baronet, 2002)[1]
- Odvrácená strana nebe (Baronet, 2008)

Pod názvem Žádné další ráno:
- Čaroplavci: Sbírka povídek sci-fi a fantasy (Talpress, 1998)
- (slovensky) Lietajúci mágovia (Mladá Fronta Slovensko, 2005)